# Angelo Ferrario
Angelo Ferrario (* 28. Februar 1908 in Mailand; † 12. März 1997 in Sanremo) war ein italienischer Sprinter.
1933 gewann er bei den Internationalen Universitätsspielen Bronze über 200 Meter.
In der 4-mal-400-Meter-Staffel wurde er bei den Europameisterschaften 1934 in Turin Vierter, schied bei den Olympischen Spielen 1936 in Berlin im Vorlauf aus und wurde bei den Europameisterschaften 1938 in Paris Fünfter.
Seine persönliche Bestzeit über 400 Meter von 49,3 s stellte er 1934 auf.